# Montescudaio
Montescudaio ist eine italienische Gemeinde mit 2176 Einwohnern (Stand 31. Dezember 2023) in der Provinz Pisa in der Toskana und  ist Mitglied der Vereinigung I borghi più belli d’Italia (Die schönsten Orte Italiens).

## Geografie

Lage von Montescudaio in der Provinz Pisa

Der Ort liegt etwa 242 m ü. NN und ist zirka 15 Kilometer von der Mittelmeerküste entfernt. Wie Guardistallo und Casale Marittimo liegt Montescudaio auf einem der Hügel, die die Ebene von Cecina nach Osten hin abschließen. Der Ort liegt im Zentrum des Weinbaugebietes Montescudaio DOC und in der klimatischen Einordnung italienischer Gemeinden in der Zone D, 1879 GG.
Einziger Ortsteil (Frazione) ist Il Fiorino (242 Höhenmeter, ca. 720 Einwohner).
Zu den Nachbargemeinden gehören Cecina (LI), Guardistallo, Montecatini Val di Cecina und Riparbella.

## Geschichte
Auf dem Hügel von Montescudaio wurden vorrömische Siedlungen der Villanova-Kultur und der Etrusker entdeckt. Im Mittelalter befand sich hier ein Benediktinerkloster. Durch seine strategische Position erlangte der Hügel militärische Bedeutung und wurde befestigt. Erwähnt wurde der Name Montescudaio, der sich vom lateinischen Mons Scutarius (Berg der Schilde) ableitet, zuerst als Burg der Grafen della Gherardesca in einem Dokument aus dem Jahre 1092. Er blieb bis 1406 unter der Herrschaft Pisas. Unter Florenz war er von 1479 bis 1648 autonome Gemeinde, und danach, bis 1749, Lehen der Adelsfamilie Ridolfi. Durch zwei Erdbeben in den Jahren 1846 und 1871 wurden große Teile der Ortschaft zerstört, darunter auch die alte Benediktinerkirche Santa Maria und die mittelalterliche Burganlage.
Wie in vielen Landgemeinden der Toskana waren Olivenöl und Weinbau über Jahrhunderte die Haupteinnahmequelle der Bevölkerung. Nach dem Zweiten Weltkrieg verlor Montescudaio dann durch Abwanderung in die nahegelegenen Industrie- und Handelszentren an der Küste wie Cecina und Rosignano Marittimo einen Teil seiner Bevölkerung; durch Förderung des Tourismus und des Anbaus von Qualitätsweinen konnte diese Entwicklung jedoch aufgehalten werden.

## Kultur und Sehenswürdigkeiten
Der Baubestand des Ortes ist teilweise mittelalterlich. Einige alte Türme (wie die Torre Guardiola) und Festungsmauern weisen auf die ehemals starken Befestigungsanlagen hin.

### Kirchen
- Chiesa di Santa Maria Assunta – Pfarrkirche, vom Kirchvorplatz hat man einen schönen Panoramablick auf das Umland.

### Regelmäßige Veranstaltungen
- Vino Estate (14. und 15. August) – Weinfest
- Mostra mercato vino DOC (erster Sonntag im Oktober) – Volksfest mit Weinmesse
- Festa dell’olio (November) – Olivenölfest
- Festa della birra – Bierfest

## Gemeindepartnerschaften
Montescudaio unterhält mit folgenden Städten und Gemeinden Partnerschaften:
- Amerikanische Jungferninseln
- Brandýs nad Labem-Stará Boleslav, Tschechien
- Castril, Spanien, seit 2006
- Eberstadt, Deutschland, seit 1984

## Söhne und Töchter
- Luigi Marrucci (1945–2023), katholischer Geistlicher, Bischof von Civitavecchia-Tarquinia